# Kathryn Bigelow
Kathryn Bigelow (født 27. november 1951 i San Carlos, Californien, USA) er en amerikansk filminstruktør og manuskriptforfatter.
Hun er uddannet indenfor malerkunst ved San Francisco Art Institute og i film ved Columbia-universitetet. Hendes debut, den kommercielle motorcykelfilm The Loveless (1982), slog tonen an for karrieren fremover. Near Dark (Djævelens datter, 1987) handlede om vampyrer i et landevejsmiljø. Den handlingsmættede kriminalfilm Point Break (1991) med Patrick Swayze og Keanu Reeves, blev et gennembrud, og hun fik meget opmærksomhed for den raffinerede science fiction-film Strange Days (1995) som havde Ralph Fiennes og Angela Bassett i hovedrollerne. K-19 - The Widowmaker (2002) skildrede en russisk atomubåd på vej mod katastrofen. Hun er den første kvinde som nogensinde har vundet Oscar for bedste instruktør, og var også første kvinde som blev tildelt Outstanding Directorial Achievement in Motion Pictures af Directors Guild of America, begge for filmen The Hurt Locker. Hun vandt også en BAFTA-pris for bedste instruktion for denne film. Bigelow var gift med filminstruktøren James Cameron 1989-91.

## Udvalgt filmografi
| År   | Titel                 | Krediteret som | Krediteret som | Krediteret som | Note(r)                                       |
| År   | Titel                 | Instruktør     | Forfatter      | Producer       | Note(r)                                       |
| ---- | --------------------- | -------------- | -------------- | -------------- | --------------------------------------------- |
| 1982 | The Loveless          | Ja             | Ja             | Nej            | Monty Montgomery (medskribent og -instruktør) |
| 1987 | Near Dark             | Ja             | Ja             | Nej            | Eric Red (medskribent)                        |
| 1990 | Blue Steel            | Ja             | Ja             | Nej            | Eric Red (medskribent)                        |
| 1991 | Point Break           | Ja             | Nej            | Nej            |                                               |
| 1995 | Strange Days          | Ja             | Nej            | Nej            |                                               |
| 1996 | Undertow              | Nej            | Ja             | Nej            | Tv-film, Eric Red (medskribent)               |
| 2000 | The Weight of Water   | Ja             | Nej            | Nej            |                                               |
| 2002 | K-19 - The Widowmaker | Ja             | Nej            | Ja             |                                               |
| 2008 | The Hurt Locker       | Ja             | Nej            | Ja             | Oscar for bedste instruktør og bedste film    |
| 2012 | Zero Dark Thirty      | Ja             | Nej            | Ja             | Nomineret til Oscar for bedste film           |
| 2017 | Detroit               | Ja             | Nej            | Ja             |                                               |

Desuden har hun spillet avisredaktør Kathy Larson i Born in Flames fra 1983, instrueret forskellige musikvideoer og kortfilm.